# Euterpe (tidskrift)
Euterpe var finlandssvensk kulturtidskrift, som utkom 1901–1905 med varierande utgivningstäthet; utgivare var Karl Flodin. Första årgången ägnades åt musik, de följande bland annat åt vitterhet, konst och vetenskap samt dessutom åt diskussion av aktuella ickepolitiska ämnen. I Euterpe, som blev av stor betydelse för den finlandssvenska kulturen och som även spelade en viss roll i kampen mot det som uppfattades som ryskt förtryck, medarbetade en rad kulturradikala författare och kritiker, bland andra Gunnar Castrén, Leo Ehrnrooth, Sigurd Frosterus, Bertel Gripenberg, Emil Hasselblatt, Olaf Homén, Rolf Lagerborg, Gustaf Strengell, Torsten och Werner Söderhjelm samt Emil Zilliacus.